# جريجور كليجاين
جريجور كليجاين (بالإنجليزية: Sandor Clegane) المُلقَّب بـ«الجبل السائر» أو ببساطة «الجبل» هو شخصية خيالية في سلسلة روايات الخيال الفنتازيا الملحميّة أغنية الجليد والنار للمؤلف الأمريكي جورج آر. آر مارتن، وفي المسلسل التلفزيوني صراع العروش. في الكتب، ظهرت الشخصية لأول مرة في لعبة العروش عام 1996. ظهر لاحقًا في صدام الملوك (1998)، وعاصفة السيوف (2000) وفي رقصة مع التنانين (2011).
فارس سيئ السمعة وخادم لآل لانستر، وهو معروف بحجمه الهائل وبراعته في القتال وطبيعته القاسية للغاية ومزاجه الذي لا يمكن السيطرة عليه. وهو الأخ الأكبر لساندور «كلب الصيد» كليجاين الذي يكرهه منذ أن تسبب جريجور في ندبة مروعة لساندور بدفع وجهه في موقد عندما كانا طفلين. بعد إصابته بجروح قاتلة في مبارزة مع أوبرين مارتل، تم إنعاشه بواسطة كايبرن عبر وسائل شريرة وأصبح عضوًا في الحرس الملكي والحارس الشخصي لسيرسي لانستر.
في النسخة التلفزيونية من السلسلة التي أنتجتها شبكة إتش بي أو، تم تصوير دور كليجاين في الأصل من قبل الممثل الأسترالي كونان ستيفنز في الموسم الأول، والممثل الويلزي إيان وايت في الموسم الثاني؛ تولى الممثل الأيسلندي وبطل العالم في القوة هافنور يوليوس بيورنسون الدور في الموسم الرابع واستمر في الدور حتى الموسم الأخير.